# Tổ chức Y tế Thế giới

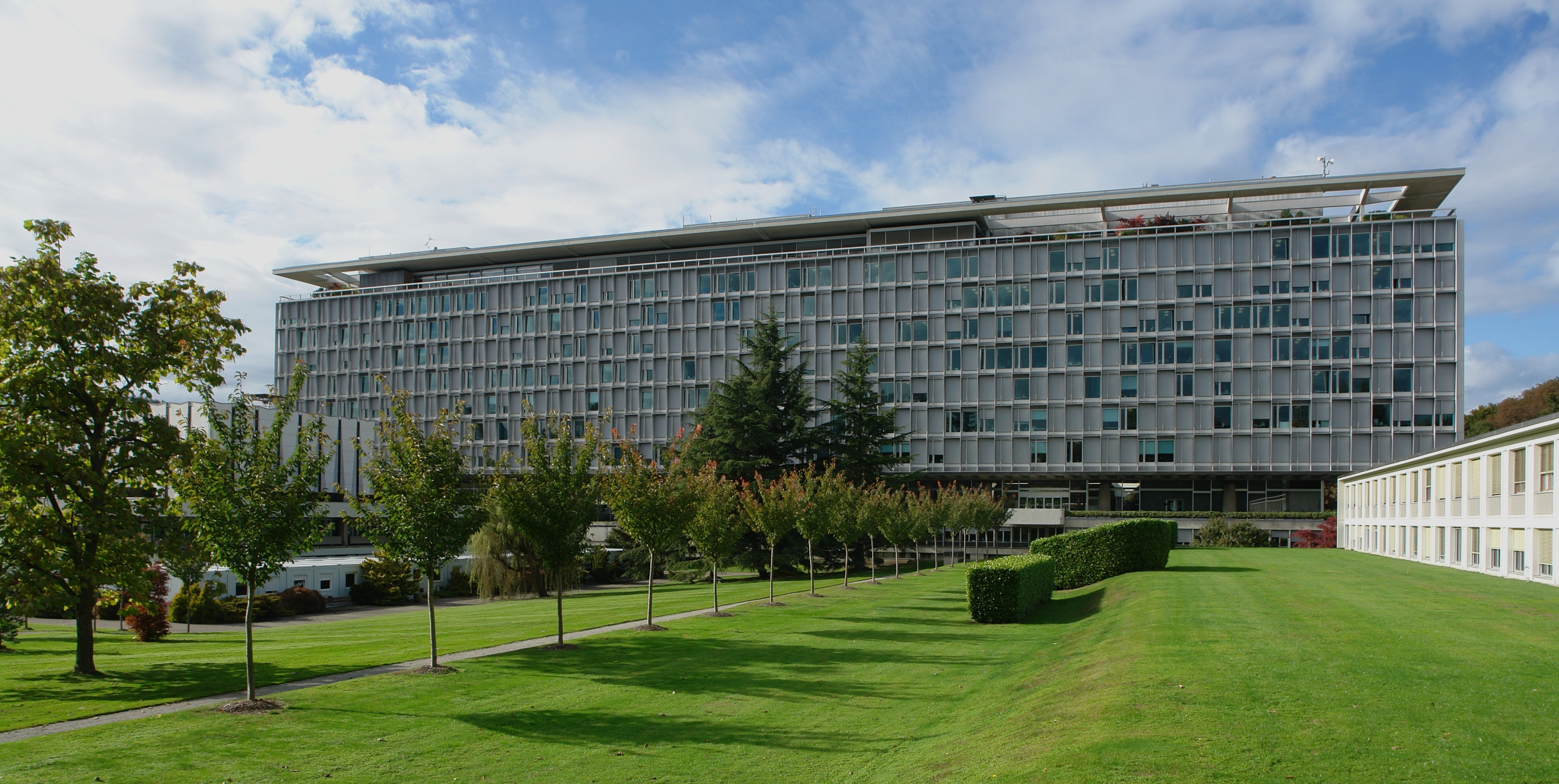
Trụ sở tại Geneva

Tổ chức Y tế Thế giới (viết tắt TCYTTG; tiếng Anh: World Health Organization - WHO; tiếng Pháp: Organisation mondiale de la santé - OMS) là một cơ quan chuyên môn của Liên Hợp Quốc, WHO đóng vai trò thẩm quyền điều phối các vấn đề sức khỏe và y tế cộng đồng trên bình diện quốc tế, WHO tham gia giúp đỡ các quốc gia thành viên, WHO cung cấp những thông tin chính xác, những địa chỉ đáng tin cậy trên lĩnh vực sức khỏe con người, WHO sẽ đứng ra để giải quyết những vấn đề cấp bách về sức khỏe cộng đồng và dịch bệnh của con người. Kể từ khi WHO được thành lập, nó đã đóng một vai trò hàng đầu trong việc loại trừ bệnh đậu mùa. Các ưu tiên hiện tại của tổ chức  bao gồm các bệnh truyền nhiễm, đặc biệt là HIV / AIDS, Ebola, sốt rét và lao; giảm thiểu những tác động của bệnh không truyền nhiễm; theo dõi sức khoẻ sinh sản và tình dục, sự phát triển và tuổi già; Dinh dưỡng, an ninh lương thực và ăn uống lành mạnh; sức khỏe nghề nghiệp; lạm dụng thuốc kháng sinh; và thúc đẩy sự phát triển của các báo cáo, các ấn phẩm và kết nối mạng toàn cầu.
WHO được Liên Hợp Quốc thành lập vào ngày 7 tháng 4 năm 1948. WHO kế thừa phần nhiều chức trách và tài nguyên từ tổ chức tiền thân của nó là Tổ chức Sức khoẻ (Organisation de la Santé), một cơ quan của Hội Quốc Liên trước đây.
WHO có trụ sở đặt tại Geneva, Thụy Sĩ. Tổng Giám đốc hiện nay là Tedros Adhanom, đảm trách từ năm 2017.
Ngân sách 2015 của WHO là khoảng 4 tỷ đô la Mỹ trong đó khoảng 930 triệu đô la Mỹ sẽ được cung cấp bởi các quốc gia thành viên với thêm 3 tỷ đô la Mỹ nữa là từ đóng góp tự nguyện.
Song vào tháng 7 năm 2020 Mỹ đã chính thức tuyên bố ngưng hẳn tài trợ.

## Thành viên
Năm 2015 WHO có 194 thành viên quốc gia hay vùng lãnh thổ.
Đại hội đồng là cơ quan ra quyết định tối cao của WHO, họp hàng năm tại Geneva, Thuỵ Sĩ vào tháng 5 với sự tham dự của tất cả các nước thành viên. Đại hội đồng đề cử Tổng Giám đốc, thông qua chính sách tài chính và ngân sách chương trình của WHO.

## Nhiệm vụ
Mục tiêu của WHO là giúp mọi người có được sức khoẻ tốt nhất. Từ năm 1977, Hội đồng Y tế Thế giới đề ra khẩu hiệu "Sức khoẻ cho tất cả mọi người vào năm 2000" và coi là ưu tiên cao nhất của WHO. Để đạt được những mục tiêu này, tổ chức WHO đã đề ra bốn định hướng chiến lược tác động qua lại lẫn nhau:
- Giảm tỉ lệ tử vong, tỉ lệ mắc bệnh và tật nguyền cao quá mức, đặc biệt trong các nhóm dân cư nghèo và bị thiệt thòi;
- Cổ vũ lối sống lành mạnh và giảm các yếu tố gây nguy cơ cho sức khoẻ con người do các nguyên nhân môi trường, kinh tế, xã hội và hành vi gây ra;
- Xây dựng các hệ thống y tế trong đó nâng cao một cách công bằng các kết quả đầu ra về sức khoẻ, đáp ứng các nhu cầu chính đáng của nhân dân và công bằng về tài chính;
- Xây dựng môi trường thể chế và chính sách thuận lợi trong ngành y tế, đẩy mạnh có hiệu quả vị thế y tế trong chính sách phát triển, môi trường, kinh tế và xã hội.

Ngoài các định hướng chiến lược này, WHO cũng xác định các ưu tiên cụ thể như phòng chống các bệnh sốt rét, lao phổi, sức khoẻ tâm thần, thuốc lá, các bệnh không truyền nhiễm (ung thư, tim mạch...), mang thai an toàn hơn và sức khoẻ trẻ em, HIV/AIDS, sức khoẻ và môi trường, an toàn thực phẩm, truyền máu an toàn, hệ thống y tế.

## Cấu trúc
Tổng Giám đốc: Đứng đầu WHO là Tổng Giám đốc, do Đại hội đồng bầu ra. Giúp việc cho Tổng Giám đốc là các Phó Tổng Giám đốc và Ban Thư ký.
Hội đồng chấp hành WHO: gồm 32 thành viên, nhiệm kỳ 3 năm. Nhiệm vụ của Hội đồng chấp hành là thực hiện các quyết định và chính sách của Đại hội đồng, góp ý kiến và thúc đẩy hoạt động của Đại hội đồng. Việt Nam là thành viên của Hội đồng chấp hành WHO từ tháng 5/2003 đến tháng 5/2005.
Văn phòng khu vực: WHO có 6 Văn phòng khu vực trên thế giới và các Văn phòng Đại diện ở các nước thành viên.
Văn phòng WHO tại Hà Nội do một Đại diện của WHO đứng đầu.
| Khu vực             | Trụ sở                      | Viết tắt                                                  | Ghi chú |
| ------------------- | --------------------------- | --------------------------------------------------------- | --- |
| Châu Phi            | Brazzaville, Cộng hòa Congo | AFRO                                                      | AFRO gồm phần lớn châu Phi, trừ những nước thuộc EMRO:Ai Cập, Sudan, Djibouti, Tunisia, Libya, Somalia, Maroc. Giám đốc khu vực là Matshidiso Moeti. |
| Châu Âu             | Copenhagen, Đan Mạch        | EURO Lưu trữ ngày 21 tháng 5 năm 2010 tại Wayback Machine | EURO gồm phần lớn châu Âu và Israel. |
| Đông Địa Trung Hải  | Cairo, Ai Cập               | EMRO                                                      | Eastern Mediterranean Regional office gồm các nước châu Phi không thuộc AFRO, các nước Trung Đông và Pakistan, nhưng trừ Israel.                     |
| Đông và Nam Á       | New Delhi, Ấn Độ            | SEARO                                                     | CHDCND Triều Tiên được SEARO phục vụ. |
| Tây Thái Bình Dương | Manila, Philippines         | WPRO                                                      | WPRO gồm các nước châu Á và Oceania không thuộc SEARO và EMRO. Hàn Quốc được WPRO phục vụ.                                                           |
| Châu Mỹ             | Washington DC, Hoa Kỳ       | AMRO                                                      | Còn được biết đến với tên Pan American Health Organization (PAHO), phụ trách châu Mỹ. Giám đốc khu vực là Carissa F. Etienne.                        |

## Tổng Giám đốc và Hội đồng chấp hành
| Tt | Tên                                 | Quốc gia  | Thời gian giữ chức vụ          |
| -- | ----------------------------------- | --------- | ------------------------------ |
| 9  | Tedros Adhanom                      | Ethiopia  | từ 2017                        |
| 8  | Trần Phùng Phú Trân (Margaret Chan) | Hồng Kông | 2006– 2017                     |
| 7  | Anders Nordström                    | Thụy Điển | 2006, tạm quyền                |
| 6  | Lee Jong-wook                       | Hàn Quốc  | 2003–2006 (mất ngày 22/5/2006) |
| 5  | Gro Harlem Brundtland               | Na Uy     | 1998–2003                      |
| 4  | Hiroshi Nakajima                    | Nhật Bản  | 1988–1998                      |
| 3  | Halfdan T. Mahler                   | Đan Mạch  | 1973–1988                      |
| 2  | Marcolino Gomes Candau              | Brasil    | 1953–1973                      |
| 1  | Brock Chisholm                      | Canada    | 1948–1953                      |

| Nhiệm kỳ  | Châu Phi                        | Châu Âu               | Đông Địa Trung Hải          | Đông và Nam Á                     | Tây Thái Bình Dương                    | Châu Mỹ                         |
| --------- | ------------------------------- | --------------------- | --------------------------- | --------------------------------- | -------------------------------------- | ------------------------------- |
| 2017-2020 | Algérie · Burundi ·             | Hà Lan · Thổ Nhĩ Kỳ · | Libya ·                     | Bahrain · Bhutan ·                | Fiji · Việt Nam ·                      | Colombia · Jamaica · México     |
| 2015-2018 | Cộng hòa Congo ·                | Pháp · Thụy Điển ·    | Jordan · Malta · Pakistan · | Kazakhstan ·                      | New Zealand · Philippines · Thái Lan · | Canada · Cộng hòa Dominica      |
| 2014-2017 | CHDC Congo · Gambia · Liberia · | Anh Quốc · Nga ·      | Eritrea · Kuwait ·          | Nepal ·                           | Trung Quốc ·                           | Hoa Kỳ ·                        |
| 2013-2016 | Namibia · Nam Phi ·             | Albania · Andorra ·   | Ai Cập ·                    | CHDCND Triều Tiên · Ả Rập Xê Út · | Nhật Bản · Hàn Quốc ·                  | Argentina · Brasil · Suriname · |

## Ngày hành động quốc tế do WHO đề xuất
Ngày hành động quốc tế, hay ngày lễ quốc tế, do WHO đề xuất và được công nhận.
| Ngày     | Tên                           | Tên gốc                 | Văn bản             |
| -------- | ----------------------------- | ----------------------- | ------------------- |
| 4/02     | Ngày ung thư thế giới         | World Cancer Day        | WHO                 |
| 24/03    | Ngày Thế giới phòng chống lao | World Tuberculosis Day  | WHO                 |
| 7/04     | Ngày Sức khỏe Thế giới        | World Health Day        | WHO WHA/A.2/Res.35  |
| 24-30/04 | Tuần Tiêm chủng Thế giới      | World Immunization Week | WHO                 |
| 25/04    | Ngày Sốt rét Thế giới         | World Malaria Day       | WHO                 |
| 31/05    | Ngày Thế giới không thuốc lá  | World No-Tobacco Day    | WHOResolution 42.19 |
| 14/06    | Ngày Hiến Máu Thế giới        | World Blood Donor Day   | WHOWHA58.13         |
| 28/07    | Ngày Viêm gan Thế giới        | World Hepatitis Day     | WHO                 |

Thập kỷ 2011-2020 là Thập kỷ hành động vì an toàn đường bộ (Decade of Action for Road Safety)
được WHO đề xuất và được Liên Hợp Quốc công nhận trong Nghị quyết A/RES/64/255.ws

## Đại sứ thiện chí WHO
Đại sứ thiện chí Tổ chức Y tế Thế giới (WHO Goodwill Ambassador) là những người có danh tiếng, uy tín được WHO lựa chọn nhằm sử dụng tài năng cũng như danh tiếng của họ phục vụ cho các mục đích phát triển y tế và phúc lợi ở các nước trên thế giới.
Tổ chức Sứ mệnh toàn cầu (Global Embassy]  Lưu trữ ngày 30 tháng 7 năm 2008 tại Wayback Machine) có danh sách các đại sứ thiện chí của Tổ chức Y tế Thế giới cũng như các tổ chức khác của Liên hợp quốc.